# 熊本県道211号岩坂陣内線
熊本県道211号岩坂陣内線（くまもとけんどう211ごう いわさかじんないせん）は、熊本県菊池郡大津町を通る一般県道である。

## 概要

### 路線データ
- 起点：熊本県菊池郡大津町大字岩坂（熊本県道145号瀬田熊本線交点）
- 終点：熊本県菊池郡大津町大字陣内（大津町陣内交差点、熊本県道202号矢護川大津線・熊本県道207号瀬田竜田線交点）

## 地理

### 通過する自治体
- 菊池郡大津町

### 交差する道路
| 交差する道路                                      | 交差する場所 | 交差する場所            |
| ------------------------------------------------- | ------------ | ----------------------- |
| 熊本県道145号瀬田熊本線                           | 大字岩坂     | 起点                    |
| 熊本県道202号矢護川大津線 熊本県道207号瀬田竜田線 | 大字陣内     | 大津町陣内交差点 / 終点 |

### 沿線
- 白川